# Roman Dzneladze
Roman Dzneladze (in georgiano რომან ძნელაძე?, in russo Роман Михайлович Дзенеладзе?, Roman Michajlovič Dzeneladze; Tbilisi, 1º settembre 1933 – Terjola, 11 aprile 1966) è stato un lottatore sovietico, specializzato nella lotta greco-romana.

## Palmarès

### Olimpiadi
- 1 medaglia[1]:
  - 1 bronzo (Melbourne 1956 nei pesi piuma)